# Marika Maijala
Marika Maijala (* 7. Juni 1974 auf Otava) ist eine finnische Illustratorin, Kinderbuch-Autorin und Grafikdesignerin. Sie erhielt 2020 den finnischen Staatspreis für Illustrationskunst.

## Leben und Werk
Marika Maijala studierte Graphik-Design an der Pekka Halosen akatemia im südfinnischen Tuusula. Darüber hinaus machte sie einen Magister-Abschluss an der Universität Turku im Fach Filmwissenschaft.
Marika Maijala hat Kinderbücher für alle bedeutenden finnischen sowie zahlreiche internationale Verlage gestaltet. Bereits zweimal wurde ihr der renommierte Rudolf-Koivu-Preis für die beste finnische Kinderbuchillustration des Jahres verliehen: 2009 für ihr Buch Vauvaunia nach einem Text von Hannu Mäkelä und 2019 für das von ihr geschriebene und gestaltete Kinderbuch Ruusun matka. Ruusun matka brachte ihr im selben Jahr die Nominierung für den Kinder- und Jugendliteratur-Preis des Nordischen Rates ein. 2008 und 2012 war Marika Maijala außerdem für den Finlandia Junior prize nominiert. 2020 erhielt Marika Maijala den finnischen Staatspreis für Illustrationskunst.
Ihre Bücher Topin nokinenäpäivä und Piano karkaa (deutsch „Das verschwundene Piano“) wurden in die renommierte Auswahlliste The White Ravens der Internationalen Jugendbibliothek München (IJB) aufgenommen. Auf Deutsch erschien 2015 Tausend Millionen Weihnachtsmänner nach einem Text der in Japan geborenen Autorin Hiroko Motai (* 1972). 2021 erscheint im Berliner Kullerkupp Kinderbuch Verlag ihr Buch Das verschwundene Piano mit einem Text von Juha Virta auf Deutsch.
Daneben ist Marika Maijala eine der produktivsten Gestalterinnen zeitgenössischer Plakatkunst in Finnland.
Sie lebt in Helsinki.

## Bücher

### Als Autorin und Illustratorin
- Suden hetki (2020)
- Ruusun matka (2018)
- Topin nokinenäpäivä (2014, gemeinsam mit Réka Király)
- Lunta sataa, Lupo (2012, gemeinsam mit Réka Király)

### Als Illustratorin (Auswahl)
- Juha Virta: Veriverstas (2021)
- Klara Persson: Kom hit då! (2021)
- Juha Virta: Joulu juksaa (2019)

deutsch: „Das verflixte Weihnachtsrätsel“ Übersetzt von Carsten Wilms. Kullerkupp Kinderbuch Verlag 2022 (ISBN 9783947079131)
- Essi Kummu: Häätanssit (2019)
- Juha Virta: Numerosoppa (2017)
- Aaron Rosen und Riley Watts: Where's Your Creativity? (2017)
- Juha Virta: Kissa katoaa (2017)
- Tove Pierrou: Honungsmjölk för tre (2016)
- Miikka Pörsti: Kaikkien juhla (2016)
- Juha Virta: Piano karkaa (2015)

deutsch: „Das verschwundene Piano“ Übersetzt von Carsten Wilms. Kullerkupp Kinderbuch Verlag 2021 (ISBN 9783947079117)
- Essi Kummu: Harjoituspusuja (2015)
- Hiroko Motai: Miljoona biljoona joulupukkia (2014)

deutsch: „Tausend Millionen Weihnachtsmänner“ Übersetzt von Anu Stohner. Verlag Sauerländer 2015 (ISBN 978-3737353229)
- Hannu Mäkelä: Olipa kerran ja monta kertaa (2014)
- Tuula Kallioniemi: Serie Karoliina (2008–2014)
- Hannu Mäkelä: Ääni joka etsi Laulua (2013)
- Juha Virta: Sylvi Kepposen kirjekaveri (2012)
- Essi Kummu: Puhelias Elias (2012)
- Juha Virta: Sylvi Kepposen hukkaretki (2010)
- P. L. Travers: Maija Poppanen (2010)
- Hannu Mäkelä: Vauvaunia (2008)
- Juha Virta: Sylvi Kepposen pitkä päivä (2008)